# Nemeritis brevicauda
Nemeritis brevicauda là một loài tò vò trong họ Ichneumonidae.